# Важкий час для романтики
Важкий час для романтики (англ. Hard Time Romance) — американська романтична кінокомедія 1991 року режисера Джоном Лі Генкоком.

## Синопсис
У фільмі йдеться про пригоди родео-ковбоя (Леон Ріппі), який намагається всіляко переконати свою подругу одружитися з ним.

## У ролях
| Актор            | Роль            |
| ---------------- | --------------- |
| Леон Ріппі       | Г'ю Дін Сімпсон |
| Том Еверетт      | Елрой           |
| Маріска Гарґітай | Аніта           |
| Білл Аллен       | епізодична роль |
| Тоні Курландер   | епізодична роль |
| Ентоні Ескобар   | епізодична роль |
| Барбара Кервін   | епізодична роль |
| Том Курландер    | епізодична роль |
| Венді Філліпс    | епізодична роль |
| Вільям Сміт      | епізодична роль |
| Ганна Гертеленді | епізодична роль |

## Виробництво
Зйомки фільму проходили у місті Мелліса, Нью-Мексико, США.